# Медаль Гёте за искусство и науку
Медаль Гёте за искусство и науку (нем. Goethe-Medaille für Kunst und Wissenschaft) — награда Веймарской республики и Третьего Рейха, учрежденная 22 марта 1932 года.

## История
Медаль учреждена рейхспрезидентом Паулем фон Гинденбургом 22 марта 1932 года по случаю 100-летия со дня смерти Иоганна Вольфганга Гёте. Медаль вручали до 10 декабря 1944 года включительно. Всего награды получили более 600 человек.

## Описание
Круглая медаль диаметром 62 мм (в 1938 году — 69,5 мм). На аверсе изображен профиль Гёте, на реверсе — имперский орел с частично расправленными крыльями. Под орлом — надпись «За науку и искусство», по краю медали — надпись «Учреждена имперским президентом фон Гинденбургом 1932». Медаль не была предназначена для ношения.